# I-COPY s.r.o.
I-COPY s.r.o. je české copycentrum a tiskové studio působící v Hradci Králové a okolí. Společnost poskytuje reprografické a tiskové služby pro veřejnost i firmy, včetně velkoformátového tisku, skenování a vazeb. Sídlo firmy je v Blešně v Královéhradeckém kraji.

## Historie
Podnikání v oblasti kopírovacích a tiskových služeb začalo v roce 1998 formou živnosti (OSVČ) v Hradci Králové. V roce 2012 byla činnost převedena do nově založené společnosti s ručením omezeným, zapsané do obchodního rejstříku dne 16. října 2012 u Krajského soudu v Hradci Králové pod spisovou značkou C 31341.
Od roku 2023 firma provozuje také druhou pobočku pod značkou R-COPY.cz, rovněž v Hradci Králové. Ta se zaměřuje na rozšířené služby digitálního a velkoformátového tisku a doplňuje nabídku původní provozovny.

## Služby
Společnost se specializuje na širokou škálu reprografických a tiskových služeb, které zahrnují zejména:
- kopírování a tisk dokumentů v černobílém i barevném provedení,
- velkoformátový tisk (výkresy, plakáty, grafické podklady),
- výrobu bannerů, roll-upů a samolepek,
- vazby závěrečných a diplomových prací,
- skenování dokumentů a jejich digitální archivaci,
- výrobu razítek a tisk na magnetické fólie,
- tisk fotografií, svatebních oznámení,
- potisk vybraných předmětů a reklamní tiskoviny.[2]

## Zakázky
Společnost zajišťuje reprografické služby pro projektanty a architekty, a to včetně dokončovacích prací, jako je sešívání, děrování a kompletace do složek.  
Z veřejně dostupných dokumentů vyplývá, že společnost poskytovala kopírovací služby Vězeňské službě ČR (VV Hradec Králové).

## Provozovny
- I-COPY – Hradec Králové, Na Střezině 345/24 (hlavní copycentrum)[4]
- R-COPY – Hradec Králové, otevřeno roku 2023 jako druhá provozovna společnosti, zaměřená na rozšířené tiskové služby.